# Бой под Хашамом
Бой под Хашамом (Хушамом), в районе газовых месторождений Хашам (Хушам) и Ат-Табия (провинция Дейр-эз-Зор) — вооружённый инцидент в ходе гражданской войны в Сирии, первое крупное вооружённое столкновение между западной коалицией, возглавляемой США, и «Сирийскими демократическими силами» (СДС) с одной стороны и вооружёнными формированиями, выступающими на стороне сирийского правительства, — с другой, произошедшее в ночь с 7 на 8 февраля 2018 года.
Батальонная тактическая группа (усиленный батальон) из состава сил, выступающих на стороне сирийского правительства, которая имела целью, согласно высказываемым предположениям, захват газоперерабатывающего завода, расположенного на территории, находившейся после разгрома «Исламского государства» под контролем СДС, подверглась массированным авиационным и артиллерийским ударам вооружённых сил США, что привело к разгрому наступающих и многочисленным потерям, в том числе среди входивших в состав данного формирования российских бойцов из группы Вагнера.

## Предшествовавшие события
Летом 2017 года, в условиях широкомасштабного наступления поддерживаемых США «Сирийских демократических сил» (СДС) и сирийских правительственных сил и союзных формирований против «Исламского государства» (ИГ), между Россией и США была достигнута договорённость об установлении реки Евфрат в качестве своего рода «зоны деконфликтации» — разделительной линии между отрядами СДС (наступавшими по левому, северо-восточному берегу реки) и Сирийской арабской армией (САА) и иных правительственных и проправительственных вооружённых формирований.
В сентябре 2017 года, после освобождения города Дейр-эз-Зор, подразделения САА и союзных сил переправились, при содействии российских военных инженеров, через Евфрат и при поддержке российских ВКС заняли плацдарм шириной около 20 км и глубиной около 5 км в районе газовых месторождений Хашам и Ат-Табия. В нескольких километрах к северу от этой зоны расположен крупный газоперерабатывающий завод Коноко, получающий сырьё с крупнейшего в Сирии месторождения Ат-Табия. С 2014 года весь этот район контролировали формирования «Исламского государства», использовавшие расположенные здесь нефтегазовые месторождения как источник незаконных доходов. В конце сентября 2017 года территория на левом берегу Евфрата была занята отрядами СДС. С разгромом «Исламского государства» под фактическим контролем сирийских курдов и международной коалиции в целом оказалось большинство нефтегазовых месторождений в бассейне Евфрата. В конце октября ливанское агентство Al-Masdar сообщило, что курды передали газоперерабатывающий завод под контроль Дамаска, однако эта информация не получила подтверждения. Курды уже тогда заявляли, что намерены использовать свой контроль над нефтегазовыми ресурсами северо-восточной Сирии как существенный аргумент на переговорах с сирийскими властями по поводу будущей судьбы Сирийского Курдистана.
Форсирование сирийской армией Евфрата и создание плацдарма на «курдском» берегу произошло в нарушение российско-американских договорённостей, однако не вызвало открыто негативной реакции западной коалиции. В то же время, западные эксперты уже тогда отмечали, что переброска сирийских войск на левый берег реки Евфрат увеличивает риск прямого столкновения США с Асадом, Ираном и Россией. Как пишет Los Angeles Times; эксперты на Ближнем Востоке уже в 2017 году предупреждали, что крах самопровозглашённого исламского халифата приведёт к обострению конфликта интересов различных местных группировок и их внешних покровителей, лишившихся общего врага. Сохраняя своё военное присутствие в Сирии под предлогом необходимости продолжать борьбу против ИГ, США могут оказаться втянутыми в широкомасштабный конфликт.
13 ноября 2017 года министр обороны США Джеймс Мэттис заявил, что США оставят свой военный контингент на территории Сирии и будут бороться с террористами ИГ до тех пор, пока «они (террористы) хотят сражаться». По словам Мэттиса, американские военные не намерены уходить из Сирии, «пока не начнёт работать» Женевский процесс — переговоры по урегулированию ситуации в Сирии, которые проводятся под эгидой ООН. Сирийские власти, Иран и Россия заявляют, что продолжающееся присутствие США в Сирии является незаконным. Турецкие власти считают, что финансируемые и вооружаемые США «Сирийские демократические силы» представляют собой прикрытие для курдских боевиков, которые в течение многих десятилетий ведут повстанческую борьбу в приграничных районах Турции.
В ноябре 2017 года сирийская армия в основном завершила зачистку Дейр-эз-Зора и окрестностей от боевиков ИГ. С тех пор в регионе отмечались лишь спорадические нападения остатков их разбитых отрядов на опорные пункты СДС и ответные действия ВВС западной коалиции (в основном США). 

В связи с началом 20 января 2018 года турецкой операции «Оливковая ветвь» в сирийском Африне, одном из кантонов самопровозглашённой курдской Федерации Северной Сирии, часть курдских отрядов, входящих в состав СДС, была переброшена в район нового конфликта, что могло ослабить курдское вооружённое присутствие в провинции Дейр-эз-Зор, на сирийско-иракской границе.

## Предполагаемые цели операции сирийских сил
Предполагается, что целью наступления группировки проправительственных сил на позиции СДС, которое, по всей видимости, не было согласовано с российским военным командованием, было установление контроля над газоперерабатывающим заводом и нефтегазовыми ресурсами региона в интересах одного из крупных сирийских предпринимателей, лояльного режиму Башара Асада. Вторая возможная цель — спровоцировать переход на сторону Дамаска местных арабских племен, недовольных установлением власти курдов в этом регионе.
Согласно официальным заявлениям сирийской стороны, подвергшиеся нападению подразделения участвовали в операции по зачистке освобождённой территории от остатков отрядов «Исламского государства».

## Начало инцидента
Согласно официальному заявлению американских военных, 7 февраля 2018 года около 22:00 по местному времени группировка сирийских проправительственных сил численностью около 250 человек (первоначально говорилось о 300—500 бойцах) атаковала позиции СДС в районе города Хашам (Khasham). Наступавшие были усилены группой танков, миномётами, артиллерией и установками РСЗО.
Как стало известно позже, в состав группировки входили бойцы местного ополчения (члены арабских племенных формирований), военнослужащие сирийской армии, бойцы шиитской афганской бригады «Фатимиюн» и российские граждане, действовавшие по контракту с сирийской стороной. По утверждению российского военного источника, на которого ссылалась газета «Коммерсантъ», бойцы племенных формирований возглавляли наступление, а так называемые отряды охотников на «Исламское государство» (ISIS Hunters), усиленные российскими бойцами, шли во втором эшелоне. Удару американских ВВС и артобстрелу подверглись и те, и другие.
Согласно официальной информации американского командования, танки и артиллерия, приданные наступающим, подвергли обстрелу штаб СДС, дислоцированный в 8 км к востоку от согласованной линии разграничения конфликтующих сторон (по информации американских военных, от 20 до 30 снарядов разорвалось на расстоянии до 500 м от курдских позиций), что было воспринято командованием коалиционных сил как неспровоцированное нападение. Ситуацию усугубил тот факт, что в штабе СДС находились американские советники из состава сил специальных операций Армии США. В ходе инцидента, однако, лишь один боец СДС оказался ранен, а американцы не понесли никаких потерь.
15 февраля «Коммерсантъ», ссылаясь на координатора проекта «Доброволец.орг» Михаила Полынкова, сообщил, что в операции участвовало несколько штурмовых отрядов (усиленных взводов) ЧВК «Вагнер». Непосредственно в бой вступил отряд «Карпаты», ранее известный как «Весна», состоявший из жителей Донбасса и российских граждан, принимавших участие в боевых действиях в Донбассе. Второй и пятый штурмовые отряды ЧВК «Вагнер» к началу удара американской авиации стояли в походной колонне. Кроме того, на поле боя присутствовали бронегруппа танков Т-72 и дивизион гаубиц М-30.

## Удар ВВС и артиллерии западной коалиции
В ответ на действия наступающей группировки командование западной коалиции нанесло по ней массированный удар с применением самолётов огневой поддержки АС-130, истребителей-бомбардировщиков F-15E, тяжёлых стратегических бомбардировщиков B-52H, ударных БПЛА MQ-9 и вертолётов огневой поддержки АН-64. По сообщению CNN, сирийские силы также подверглись удару РСЗО HIMARS, находящихся на вооружении Корпуса морской пехоты США. 
Михаил Полынков, ссылаясь на свои источники, сообщил «Коммерсанту», что ракетно-бомбовые удары длились примерно с полуночи до четырёх часов утра (по американским данным — более трёх часов). Последний ракетно-бомбовый удар, по его словам, американцы нанесли уже по отступающим остаткам группировки.
Утром 8 февраля пресс-служба штаба операции «Inherent Resolve» («Непоколебимая решимость») сообщила, что международная коалиция во главе с США нанесла авиационный удар по сирийским проправительственным формированиям после того, как те 7 февраля совершили «акт агрессии» — «инициировали неспровоцированное нападение на штаб „Сирийских демократических сил“ (СДС)», где «в качестве советников, помощников и сопровождающих сил» также находились военнослужащие западной коалиции. В результате нанесённых ударов, по оценкам американских военных, было убито более ста нападавших. По сообщению американских военных, никто из американских военнослужащих не пострадал, ранения получил лишь один боец СДС.
Согласно официальной информации Департамента (министерства) обороны США, американское командование перед нанесением удара связалось по специальной линии связи с представителями российского командования и получило заверения, что российские военнослужащие не проводят никаких операций в указанном районе. Как сообщил 13 февраля на встрече с журналистами командующий ВВС Центрального командования Вооружённых сил США генерал-лейтенант Джеффри Хэрриган, на момент начала атаки сирийских проправительственных сил в небе в этом районе находились истребители и БПЛА коалиции, которые выполняли патрулирование воздушного пространства. «Мы немедленно связались с российскими представителями по спецлинии для урегулирования конфликтных ситуаций, чтобы оповестить их о неспровоцированной атаке на позиции СДС и коалиции. После этих звонков руководство коалиции одобрило нанесение ударов по вражеским силам»,— рассказал Хэрриган. По его словам, нападение на СДС не было вполне неожиданным, поскольку ВВС коалиции наблюдали за наращиванием личного состава и техники в течение недели и российское командование предупреждалось о том, что в этом районе находятся силы СДС и коалиции.

## Расследование и оценки количества жертв
В результате действий артиллерии и ВВС западной коалиции, согласно первым сообщениям, было убито более 100 бойцов сирийских проправительственных сил. Один боец СДС был ранен. Среди американских военнослужащих потерь не было.
Уже 8 февраля телеканал CBS, ссылаясь на информацию, полученную от анонимного представителя Пентагона, сообщил, что среди атаковавших позиции СДС были «российские наёмники», которые могли попасть под ответный огонь коалиции. При этом источник сведений выразил сомнение, что нападавшие, в том числе и наёмники, ставили своей целью нападение на штаб СДС и находившихся при нём американских советников — их главной задачей, по-видимому, был захват газового месторождения.
Тогда же агентство CNN, ссылаясь на информацию, полученную от представителей Минобороны США, сообщило, что, по-видимому, под американский удар попали и российские граждане, не являющиеся военнослужащими, и среди них могут быть потери. Эти сообщения в дальнейшем получили подтверждение из иных источников.
В то же время министр обороны США Джеймс Мэттис заявлял, что не располагает информацией о потерях среди русских. По его словам, коалиция по-прежнему пытается выяснить, кто именно атаковал позиции СДС, но при этом заметил, что не понимает, «зачем бы русским это понадобилось».
9 февраля иранское новостное агентство Fars сообщило со ссылкой на агентство Tasnim, что жертвами удара американских ВВС стали три члена организации «Хезболла», несколько ополченцев и несколько «российских военных советников».
В России первые сведения об инциденте и масштабах потерь появились в социальных сетях. В частности, одним из первых заявление о чрезвычайно высоком числе потерь среди россиян сделал Игорь Стрелков. Публикуемые в социальных сетях подробности произошедшего вызвали резко эмоциональную и негативную реакцию в среде провоенных блогеров.
Позднее и в иностранных СМИ появились сообщения о том, что, помимо сирийцев, жертвами инцидента стали многочисленные российские контрактники из ЧВК «Вагнер», подразделения которой действовали совместно с сирийскими формированиями. 12 февраля в российских социальных сетях были приведены сведения, свидетельствующие о гибели от 5 до 10 российских граждан. К 14 февраля группа расследователей Conflict Intelligence Team идентифицировала и подтвердила гибель восьми русскоязычных граждан. «Московский комсомолец» сообщал о 40 погибших и 72 раненых, уточняя, что в это число входят как россияне, так и сирийцы. Агентство Bloomberg утверждало, что погибших среди ополченцев было не менее сотни, при этом погибли «десятки российских наёмников».
15 февраля официальный представитель МИД РФ Мария Захарова заявила на брифинге, что, по предварительным данным, жертвами удара сил США в районе Дейр-эз-Зора могли стать пятеро россиян, однако, по её словам, гражданство погибших ещё предстоит уточнить. Министерство обороны России официально гибель россиян не подтвердило.
По оценкам агентства Reuters, в ходе событий погибло 100 человек и ещё примерно 200 получили ранения. Раненые из Сирии, по утверждению анонимного источника, на которого ссылалось агентство, были направлены в четыре российских военных госпиталя — на 10 февраля в российских медицинских учреждениях находилось более 50 подобных пациентов, причём треть из них с серьёзными ранениями. Как минимум три рейса с ранеными прибыли из Сирии в Москву в период с 9 по 12 февраля. Раненые были размещены в 3-м центральном военном клиническом госпитале им. А. А. Вишневского (Красногорск), подмосковном филиале Главного военного клинического госпиталя им. академика Н. Н. Бурденко и Военно-медицинской академии им. С. М. Кирова в Санкт-Петербурге.
20 февраля Департамент информации и печати МИД России опубликовал официальный комментарий «об оказании медицинской помощи пострадавшим в Сирии россиянам», в котором сообщил: «В ходе недавнего военного столкновения <в Сирии>, в котором никаким образом не участвовали военнослужащие Российской Федерации и не применялись штатные технические средства, есть погибшие граждане России и стран СНГ, …, есть и раненые — их несколько десятков. Им было оказано содействие для возвращения в Россию, где, насколько нам известно, они проходят курсы лечения в различных медицинских учреждениях».
Андрей Трошев, которого ранее некоторые СМИ называли руководителем группы Вагнера, заявил, что в ходе событий погибло 14 добровольцев.
2 марта в немецком журнале «Шпигель» было опубликовано журналистское расследование о событиях под Хашамом. По данным, полученным немецкими журналистами от свидетелей и участников боя, небольшой контингент российских наёмников, который находился в это время в Табии, в боестолкновении непосредственно не участвовал, но от 10 до 20 россиян в ходе инцидента погибли. По словам источников издания, общие потери составили около 200 человек, из которых 80 были военнослужащими 4-й бронетанковой дивизии сирийской армии, около 100 иракцев (так в тексте) и афганцев из формирований, подконтрольных Ирану, и 70 сирийских ополченцев.
12 апреля руководитель ЦРУ Марк Помпео заявил на слушаниях в комитете по иностранным делам сената конгресса США, посвящённых рассмотрению его кандидатуры на должность госсекретаря, что в Сирии в результате американского удара погибла «пара сотен русских». Инцидент был преподнесён как «свидетельство жёсткости администрации Трампа по отношению к Москве»: «В Сирии несколько недель назад русские встретили достойного соперника… пара сотен русских были убиты». Глава ЦРУ не уточнил, о каком именно инциденте он говорит, но отметил, что все погибшие были убиты американскими военными.
18 апреля помощник госсекретаря США Уэсс Митчелл в письменных показаниях международному комитету палаты представителей конгресса США заявил, что «российские наёмники» пытались атаковать позиции ВС США в Сирии. Митчелл привёл этот инцидент в качестве свидетельства того, что «безрассудное вмешательство [России] в Сирии и поддержка режима Асада повысили риск конфронтации с Западом».
В тот же день президент США Дональд Трамп на совместной пресс-конференции с премьер-министром Японии Синдзо Абэ сослался на инцидент в качестве доказательства своей жёсткости по отношению к России: «Никто не вёл себя так жёстко с Россией, как президент Трамп… Спросите у Москвы. Вам там расскажут, что жёстче меня никого не было… У нас была очень суровая схватка в Сирии — месяц назад схватка между американскими солдатами и русскими. Тогда много людей погибло, и это очень печально». The New York Times, ссылаясь на опубликованные материалы Пентагона и свидетельства участвовавших в операции военных, пишет что в четырёхчасовом бое за нефтеперерабатывающий завод американцы не потеряли ни одного человека, а у их противника потери составили от 200 до 300 человек.
В июле 2018 года Служба безопасности Украины на основании изучения информации в социальных сетях заявила, что в бою погибло не менее 80 сотрудников ЧВК «Вагнер» — граждан нескольких государств СНГ, и не менее 100 было ранено. Всего украинскими спецслужбами было установлено и идентифицировано 206 человек, участвовавших в бою, в октябре СБУ опубликовала данные о ещё 8 идентифицированных погибших.

## Реакция в России
Согласно первоначальной информации, поступившей в первые часы после инцидента от Министерства обороны РФ, «сирийские ополченцы», подвергшиеся удару ВВС западной коалиции, осуществляли разведывательно-поисковые действия «в районе бывшего нефтеперерабатывающего завода „Эль-Исба“ (17 км юго-восточнее населённого пункта Сальхиях)», «не согласованные с командованием российской оперативной группы». Официально Минобороны РФ сообщило о 25 раненых, но российских граждан не упомянуло.
«Этот инцидент в очередной раз продемонстрировал, что истинной целью продолжения незаконного нахождения сил США на территории Сирии является уже не борьба с международной террористической группировкой ИГИЛ, а захват и удержание под своим контролем экономических активов, принадлежащих только Сирийской Арабской Республике», — указало Минобороны в своём заявлении.
Ранее (в июле 2017 года) в газете «The New York Times», ссылавшейся, в свою очередь, на российские издания Фонтанка.ру и РБК, появилась публикация, согласно которой Сирия в декабре 2016 года предоставила двум российским компаниям права на разработку фосфатных залежей в провинции Хомс («Стройтрансгаз») и долю в доходах от эксплуатации нефтегазовых месторождений («Евро Полис»), при условии их участия в восстановлении контроля сирийских властей над соответствующими территориями, где в тот период хозяйничало «Исламское государство». «Группа Вагнера», как утверждается, аффилирована с «Евро Полис».
Через две недели после инцидента, 22 февраля, газета The Washington Post опубликовала статью под заголовком «Человек из окружения Путина, как утверждают, связывался с Кремлём и Асадом перед тем, как его наёмники атаковали американцев» (Putin ally said to be in touch with Kremlin, Assad before his mercenaries attacked U.S. troops). Ссылаясь на неназванные источники в разведывательных кругах США, газета сообщила о том, что, как следует из данных радиоперехвата, Евгений Пригожин, владелец «Евро Полис», за несколько дней до инцидента связывался с высшими сирийскими чиновниками и утверждал, что «получил разрешение» от неназванного российского министра на проведение в начале февраля «быстрой и мощной» (fast and strong) операции и ожидал её согласования со стороны правительства Сирии.
По сообщениям информационных агентств, Владимир Путин внезапно отменил свое участие в большинстве ранее объявленных мероприятий, запланированных на 12 и 13 февраля, и провёл закрытое совещание с высшим военным руководством страны. Пресс-служба президента объяснила отмену мероприятий состоянием его здоровья. 12 февраля состоялся телефонный разговор Путина с президентом США Дональдом Трампом, подробности которого не раскрывались.
13 февраля российский оппозиционный политик Григорий Явлинский призвал президента страны Владимира Путина дать разъяснение по поводу информации о российских потерях в ходе инцидента. 14 февраля ещё один кандидат на президентских выборах Ксения Собчак предложила организовать парламентское расследование. Тем временем российское государственное информационное агентство ТАСС признало гибель одного из российских «добровольцев». Другие СМИ привели имена ещё четырёх погибших россиян.
Депутат Государственной думы в 2000—2007 годах Виктор Алкснис выразил мнение, что американский авиаудар имел целью демонстрацию военного превосходства США и их доминирования в этом регионе, что может иметь серьёзные геополитические последствия для России. Такое мнение согласуется с достаточно бурной реакцией российской общественности, для которой как участие граждан РФ в сирийских боевых действиях в качестве добровольцев, так и факты их гибели не были ни секретом, ни новостью. Ранее, однако, по мнению некоторых российских аналитиков, российская общественность демонстрировала полное безразличие к таким потерям, имея все основания полагать, что «этим людям много платят и они знают, во что они ввязываются». Немаловажным в этой связи также является никем не опровергаемый факт контактов коалиционных сил с российскими представителями до нанесения удара, сохранявшихся и в ходе самого инцидента. На фоне выглядящих разумно обоснованными, хотя и не имеющих официального подтверждения сообщений об использовании транспортных средств Вооружённых сил РФ для переброски в Сирию российских добровольцев и их снаряжения, санкционирование российской стороной удара по группировке сирийских проправительственных сил под Хашамом подразумевает либо отсутствие у российской стороны полной информации о складывающейся ситуации, либо весьма специфическое отношение к собственным гражданам.
14 февраля пресс-секретарь президента РФ Дмитрий Песков допустил возможность присутствия в Сирии некоторого числа российских граждан, не являющихся военнослужащими, однако сведения о массовых потерях среди них назвал ложью. 15 февраля официальный представитель МИД РФ Мария Захарова на брифинге заявила, что, по предварительным данным, жертвами удара сил США в районе Дейр-эз-Зора могли стать пятеро россиян, однако гражданство погибших ещё, по её словам, предстоит уточнить.
Председатель комитета по обороне Государственной Думы РФ Владимир Шаманов, цитируя сообщения о гибели в Сирии российских граждан, имевших статус частного лица, заявил, что Дума разрабатывает проект закона, регулирующего деятельность частных военных компаний.

## Оценка событий
14 февраля на заседании Совета безопасности ООН Россия и США дали диаметрально противоположные оценки инцидента. Представитель Российской Федерации при ООН Василий Небензя заявил, что авиаудар по сирийским силам был ничем не спровоцирован, тогда как его американская коллега Никки Хейли утверждала, что действия западной коалиции представляли собой самооборону, отражение нападения на поддерживаемые коалицией оппозиционные сирийские формирования.